# Акиньшин, Иван Егорович
Иван Егорович Акиньшин (5 июля 1925 года — 30 марта 2000 года) — заместитель начальника цеха типографии газеты «Правда» имени В. И. Ленина, гор. Москва. Герой Социалистического Труда (1971).

## Биография
4 мая 1962 года награждён орденом Ленина в связи с 50-летием газеты «Правда», за плодотворную работу в области журналистики и отмечая большие заслуги в развитии советской печати, издательского дела, радио и телевидения
Руководимый Иваном Акиньшиным цех типографии досрочно выполнил коллективные социалистические обязательства и плановые задания Восьмой пятилетки (1966—1970) по выпуску печатной продукции. 23 июня 1971 года Указом Президиума Верховного Совета СССР удостоен звания Героя Социалистического Труда «за выдающиеся успехи, достигнутые в выполнении заданий пятилетнего плана по развитию полиграфической промышленности» с вручением ордена Ленина и золотой медали Серп и Молот.
Похоронен в Москве, на Троекуровском кладбище, участок 4.